# 桃園村 (大分県)
桃園村（ももぞのむら）は、大分県大分郡にあった村。現在の大分市の一部にあたる。

## 地理
- 河川：七瀬川[3]、乙津川[4]

## 歴史
- 1889年（明治22年）4月1日、町村制の施行により、大分郡千歳村、乙津村、三川村が合併して村制施行し、桃園村が発足[1][2]。旧村名を継承した千歳、乙津、三川の3大字を編成[2]。
- 1944年（昭和19年）2月11日、鶴崎町に編入され廃止[1][2]。

## 産業
- 農業[3]